# Khmerek

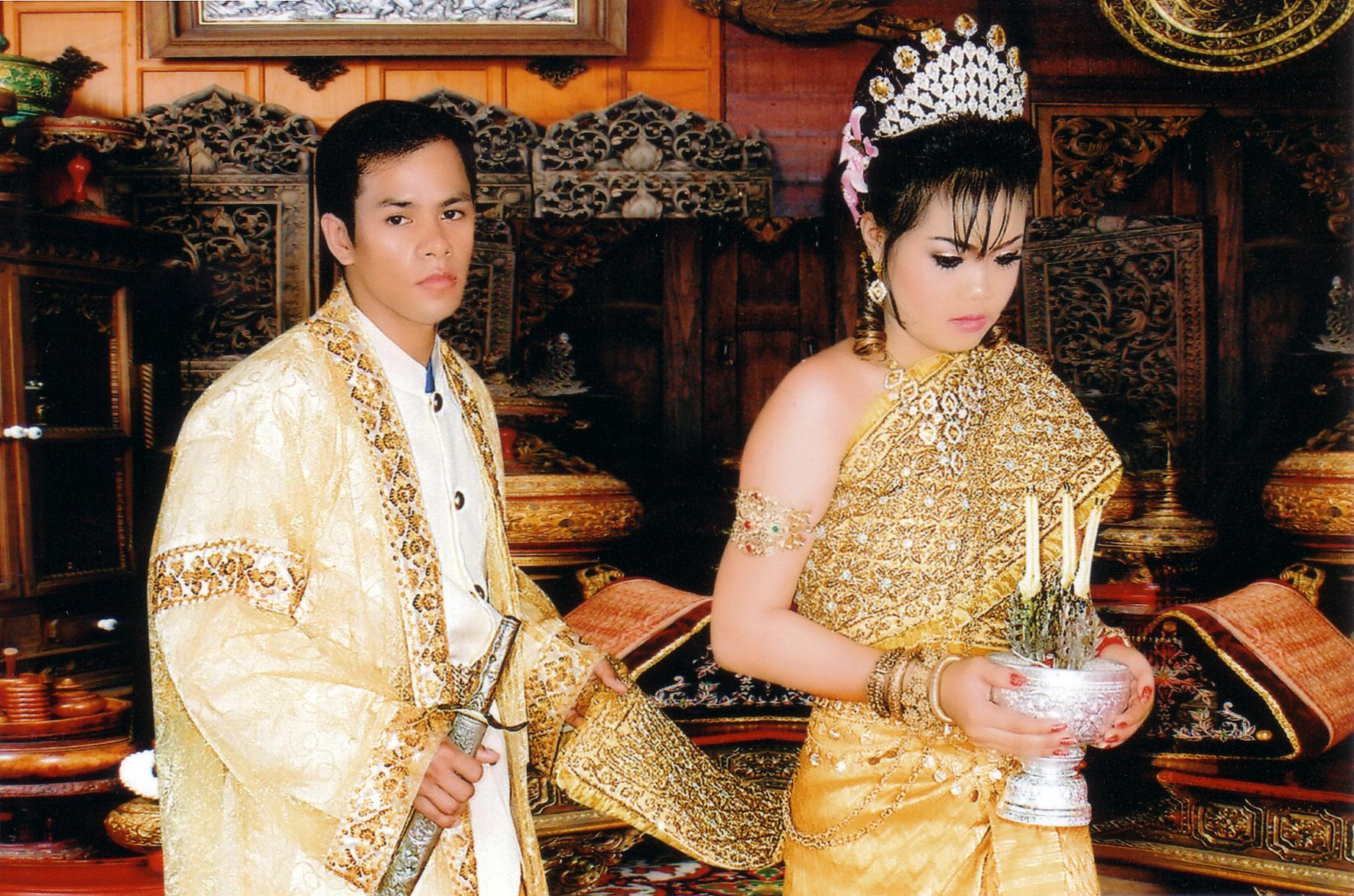
Khmer pár

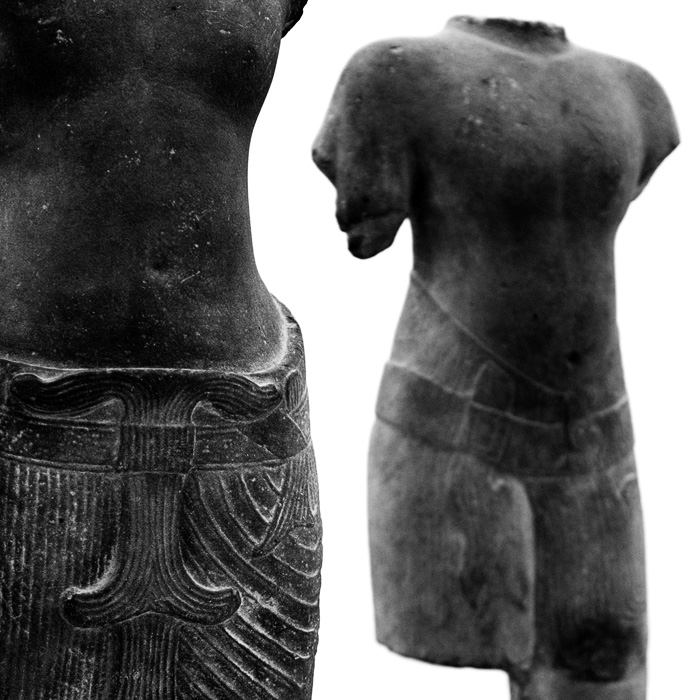
Khmer Művészet, Museumsinsel Hombroich, Németország

A khmerek Kambodzsa legnagyobb etnikai csoportja. Az ország 13,9 milliós lakosságának körülbelül 90%-át alkotják. Khmer nyelven beszélnek. A khmerek jelentős része buddhista, egy olyan változat követői, amely a hinduizmus, az animizmus és az elődök szellemének tiszteletét tartalmazza. Jelentős khmer kisebbség él Thaiföld szomszédos területein és a Mekong torkolatvidékén, Vietnámban. A khmerek külső megjelenésükben tipikus délkelet-ázsiaiak, hasonlítanak a thaiokra és a laókra. Fizikai sokféleségüket pedig annak köszönhetik, hogy évszázadokon át keveredtek indiaiakkal, malájokkal, valamint kínaiakkal.